# Ergänzendes Schutzzertifikat
Mit Ergänzenden Schutzzertifikaten (englisch Supplementary Protection Certificates, SPC) ist es in der Europäischen Union, den USA und weiteren Ländern möglich, die Dauer des Patentschutzes für Patente betreffend Erzeugnisse wie Arzneimittel oder Pflanzenschutzmittel, die zugelassen sind, nach gesetzlich vorgegebenen Kriterien auf Antrag um maximal fünf Jahre zu verlängern (ergänzen).

## Hintergrund
Das ergänzende Schutzzertifikat betrifft Arzneimittel oder Pflanzenschutzmittel. Für das Inverkehrbringen, d. h. die Verwendung bzw. Vermarktung, solcher Erzeugnisse ist die Erfüllung von bestimmten Zulassungskriterien die Voraussetzung. Die Prüfung auf deren Erfüllung, die in entsprechenden Arzneimittelzulassungsverfahren auf Antrag durchgeführt wird, dauert unter Umständen Jahre, während derer ein Patentinhaber sein Patent nicht wirtschaftlich nutzen kann. Weil die pharmazeutische Forschung als besonders teuer und aufwendig gilt, soll das ergänzende Schutzzertifikat für diese „verlorene“ Zeit zwischen Patentanmeldung und Zulassungszeitpunkt, also der Möglichkeit auf den Markt zu kommen, einen Ausgleich liefern.

## Gesetzliche Grundlagen
Die gesetzliche Grundlage für Ergänzende Schutzzertifikate in der EU wurde mit der Verordnung (EWG) Nr. 1768/92 des Rates der Europäischen Gemeinschaften vom 18. Juni 1992 über die Schaffung eines ergänzenden Schutzzertifikats für Arzneimittel geschaffen. Diese Verordnung wurde, aufgrund von mehrfachen, erheblichen Änderungen und aus Gründen der Übersichtlichkeit und Klarheit (laut Erwägungsgrund 1 der kodifizierten Verordnung) durch die Verordnung (EG) Nr. 469/2009 des Europäischen Parlaments und des Rates vom 6. Mai 2009 über das ergänzende Schutzzertifikat für Arzneimittel ersetzt und neu kodifiziert.

## Wirkung
Die Wirkung bezieht sich auf das jeweilige nationale Grundpatent. Das Zertifikat ist keine Erweiterung eines Patentes, sondern gewährt innerhalb des Schutzbereiches des Grundpatentes Schutz für ein Erzeugnis, beispielsweise ein Wirkstoff oder eine Wirkstoffkombination, für das eine erste Genehmigung für das Inverkehrbringen (Zulassung) vorliegt. Die Laufzeit des Grundpatentes und die vom Grundpatent ausgehende „Monopolstellung“ wird so hinsichtlich des zugelassenen Erzeugnisses um bis zu maximal fünf Jahre verlängert (ergänzt).
Die Laufzeit des Zertifikats beginnt mit dem Ablauf der gesetzlichen Laufzeit des Grundpatents für eine Dauer, die dem Zeitraum zwischen der Einreichung der Anmeldung für das Grundpatent und dem Zeitpunkt der ersten Genehmigung für das Inverkehrbringen in der (europäischen) Gemeinschaft entspricht, abzüglich eines Zeitraums von fünf Jahren ((EG) Nr. 469/2009, Artikel 13). Gemäß dem EuGH (C-471/14; 6. Oktober 2015) ist als Zeitpunkt der Erstgenehmigung das Datum der Mitteilung betreffend der Erteilung der ersten Genehmigung für das Inverkehrbringen im Amtsblatt der Europäischen Union anzusehen.
Das Zertifikat gewährt dieselben Rechte wie das Grundpatent, unterliegt jedoch auch denselben Beschränkungen und Verpflichtungen ((EWG) Nr. 469/2009, Artikel 5). „In den Grenzen des durch das Grundpatent gewährten Schutzes erstreckt sich der durch das Zertifikat gewährte Schutz allein auf das Erzeugnis, das von der Genehmigung für das Inverkehrbringen des entsprechenden Arzneimittels erfasst wird, und zwar auf diejenigen Verwendungen des Erzeugnisses als Arzneimittel, die vor Ablauf des Zertifikats genehmigt wurden“ ((EG) Nr. 469/2009, Artikel 4).

## Formalkriterien für Erteilung
Nach (EG) Nr. 469/2009, Artikel 3, müssen folgende Kriterien für die Erteilung eines Schutzzertifikates erfüllt werden:
- aufrechtes Grundpatent für das Erzeugnis
- gültige, erste Genehmigung für das Inverkehrbringen (Zulassung)
- kein anderes Zertifikat für Erzeugnis erteilt

## Erteilungsverfahren
Ergänzende Schutzzertifikate sind vor den nationalen Patentämtern innerhalb von 6 Monaten nach Erteilung der Genehmigung für das Inverkehrbringen bzw. falls diese davor eintritt, innerhalb von 6 Monaten nach dem Zeitpunkt der Erteilung des Grundpatentes zu beantragen ((EG) Nr. 469/2009, Artikel 7).
Ergänzende Schutzzertifikate werden nach eingehender Prüfung von den zuständigen Patentämtern für aufrechte Grundpatente erteilt. Dabei wird auch die Laufzeit des Ergänzenden Schutzzertifikates gemäß (EG) Nr. 469/2009, Artikel 13 bestimmt.

## Verlängerung eines Ergänzenden Schutzzertifikates
Um Studien zur Verwendbarkeit von Arzneimitteln in der Bevölkerungsgruppe von Personen unter 18 Jahren zu fördern, kann – nach Verordnung (EG) Nr. 1901/2006 vom 12. Dezember 2006, über Kinderarzneimittel – bei Vorliegen einer Genehmigung für das Inverkehrbringen für pädiatrische Bevölkerungsgruppen die Laufzeit eines gemäß Verordnungen (EWG) Nr. 1768/92 bzw. (EG) 469/2009 (z. B. Artikel 13 (3)) erteilten und aufrechten ergänzenden Schutzzertifikates auf Antrag um 6 Monate verlängert werden.